# Корпорация убийств

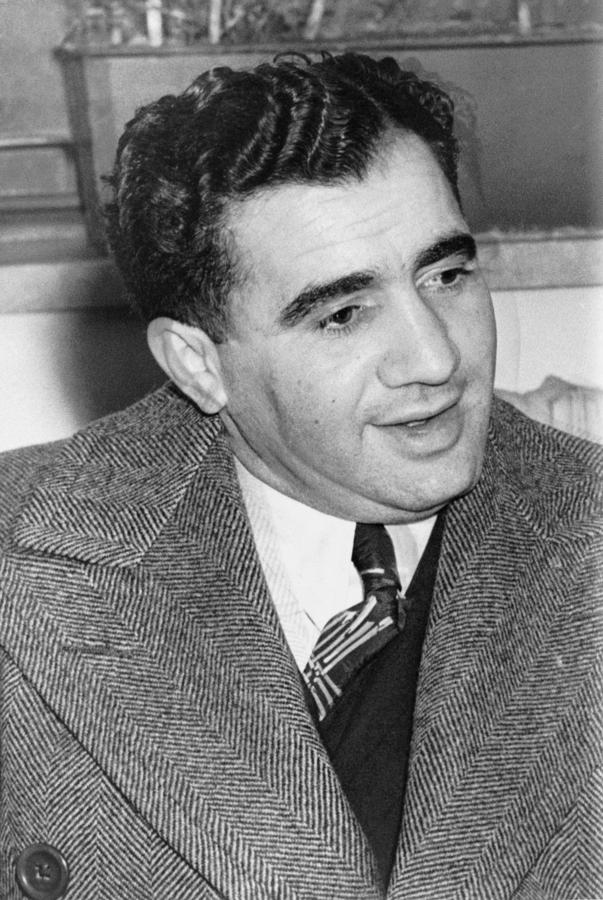
Эйб Релес. Наёмный убийца в Murder Inc.

«Корпорация убийств», «Мёрдер инкорпорейтед» (англ. Murder, Inc.) — нью-йоркская преступная группировка, существовавшая в 1920—1940-х, созданная и контролируемая мафией, которая за годы своего существования совершила сотни заказных убийств для мафии, причём большинством жертв были другие члены мафии. У истоков создания группировки стояли самые известные мафиози тех времён — Лаки Лучано, Мейер Лански, Луис Бухальтер, Джейкоб Шапиро, Багси Сигел, Альберт Анастазия и другие.
Название «Murder Incorporated» — «неофициальное»: оно было придумано в 1930-х годах репортёром газеты «New York World-Telegram». В конце концов с «Корпорацией убийств» расправились правоохранительные органы.

## Цели группировки
Цель создания и существования — физическое уничтожение «своих» членов мафии, «несогласных», «отступников», «предателей» и так далее, в основном — для ухода от бесконтрольного «отстрела» и избежания войн между мафиозными кланами.

## Приговоры и убийства
Сначала общий сбор решал вопрос о конкретной кандидатуре, и в случае утверждения процесс продолжался.
Абсолютное большинство убийств совершали так называемые «триггермены» (от слова триггер — спусковой крючок; считалось, что им постоянно приходится держать пальцы на спусковых крючках). Это были низы преступного мира, которые не входили в «семьи» мафии. Руководство «Корпорации убийств» умышленно набирало последних неудачников преступного мира, которые надеялись не только на деньги, но и на вступление в ряды мощной организации. Однако в действительности абсолютное большинство «крючков» после 1—2 убийств ликвидировали. Около трети жертв корпорации составляли её члены.
Все приговоры корпорации исполнялись таким образом, что подавляющая часть убийств не раскрыта, и точное число их не установлено до сих пор.
Американский журналист Хью Сайди в своей статье «Л. Б. Дж., Гувер и отечественный шпионаж» пишет, что «Корпорацией убийств» часто называл ЦРУ президент США Л. Б. Джонсон.

## В культуре
- Телесериал Подпольная империя
- Телесериал Рождение мафии